# Vòng loại Giải vô địch bóng đá thế giới 2010 (play-off liên lục địa)
Tại Vòng loại Giải vô địch bóng đá thế giới 2010, có hai cặp đấu liên lục địa được tiến hành để xác định hai đội giành vé tham dự vòng chung kết tại Nam Phi. FIFA quyết định hai cặp play-off liên lục địa ở giải lần này sẽ diễn ra giữa:
- Đội hạng 5 AFC v Đội vô địch OFC
- Đội hạng 4 CONCACAF v Đội hạng 5 CONMEBOL

Lễ bốc thăm thứ tự 2 trận đấu đã được tổ chức vào ngày 2 tháng 6 năm 2009 tại Đại hội của FIFA được tổ chức ở Nassau, Bahamas.

## Đội hạng 5 AFC v Đội vô địch OFC
| Bahrain | 0–0      | New Zealand |
| ------- | -------- | ----------- |
|         | Chi tiết |             |

| New Zealand | 1–0      | Bahrain |
| ----------- | -------- | ------- |
| Fallon 45'  | Chi tiết |         |

## Đội hạng 4 CONCACAF v Đội hạng 5 CONMEBOL
| Costa Rica | 0–1      | Uruguay    |
| ---------- | -------- | ---------- |
|            | Chi tiết | Lugano 21' |

| Uruguay   | 1–1      | Costa Rica  |
| --------- | -------- | ----------- |
| Abreu 70' | Chi tiết | Centeno 74' |

## Danh sách cầu thủ ghi bàn
1 bàn
| - Walter Centeno - Rory Fallon | - Sebastián Abreu - Diego Lugano |  |